# Olivet (Dakota Południowa)
Olivet – miasto w Stanach Zjednoczonych, w stanie Dakota Południowa, siedziba administracyjna hrabstwa Hutchinson.